# Bulbophyllum pleurothallidanthum
Bulbophyllum pleurothallidanthum é uma espécie de orquídea (família Orchidaceae) pertencente ao gênero Bulbophyllum. Foi descrita por Leslie Andrew Garay em 1999.